# EBIC

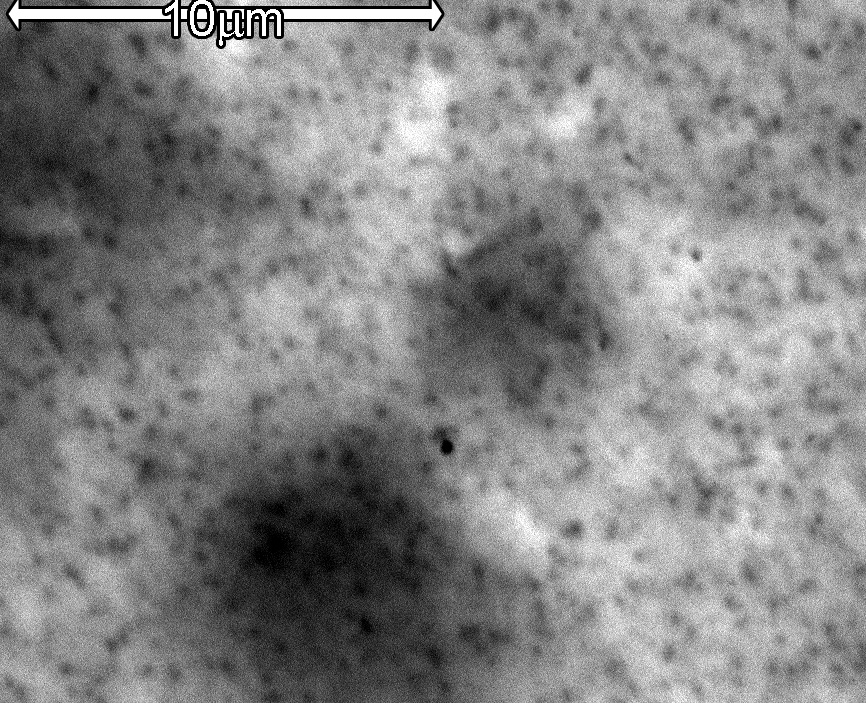
Immagine EBIC di imperfezioni in un diodo

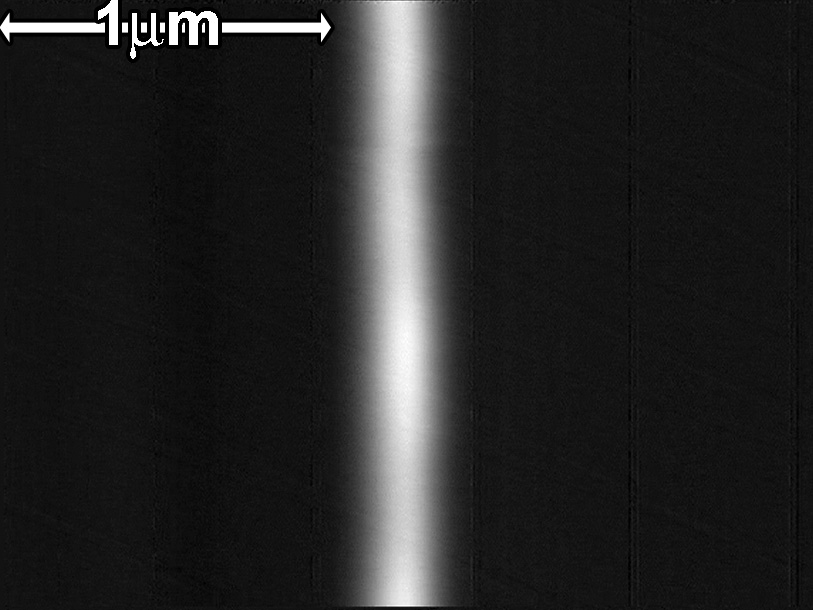
Sezione trasversale di una giunzione p-n in EBIC

L'EBIC (acronimo di electron beam induced current, inglese per corrente indotta da fascio di elettroni) è una tecnica di analisi microscopica che serve a visualizzare le caratteristiche elettriche dei semiconduttori.

## Principio di funzionamento
La microscopia EBIC impiega un fascio elettronico per indurre il passaggio di corrente elettrica attraverso un campione di materiale semiconduttore collegato ad un picoamperometro.
Le correnti vengono misurate ed usate come segnale per rappresentare l'attività elettrica del campione su una mappa o su un monitor sincronizzato con lo spostamento del fascio elettronico.
Nel semiconduttore investito dal fascio elettronico si formano coppie mobili elettrone-lacuna capaci di trasportare carica elettrica, un fenomeno noto come conducibilità indotta.
In assenza di campi elettrici gli elettroni e le lacune hanno vita breve e si ricombinano ben presto per svanire, dando luogo a volte, ma non sempre, all'effetto della catodoluminescenza.
Sotto l'influenza di campi elettrici interni o esterni, tuttavia, i portatori di carica di segno diverso tendono a separarsi verso regioni di carica opposta.
I campi elettrici interni si osservano normalmente ad esempio in prossimità delle giunzioni p-n dei semiconduttori.
I portatori di carica che raggiungono i contatti elettrici applicati al semiconduttore producono una corrente di perdita che può essere misurata con un dispositivo di precisione.
La corrente raccolta è un'indicazione della lunghezza di diffusione e della durata media delle coppie elettrone-lacuna, che dipendono da diversi fattori tra i quali la temperatura e le caratteristiche del cristallo.
La corrente EBIC è particolarmente sensibile alle variazioni nel numero dei portatori di carica minoritari (si tratta degli elettroni nei semiconduttori di tipo p, e delle lacune in quelli di tipo n).
I portatori di carica minoritari sono normalmente presenti nei semiconduttori in misura assai ridotta rispetto ai maggioritari; la loro densità aumenta perciò in proporzione più elevata quando il semiconduttore è investito fascio elettronico.
La corrente risulta inoltre ridotta in prossimità delle imperfezioni del reticolo cristallino, che fungono da centri di ricombinazione delle coppie elettrone-lacuna.

## Strumentazione

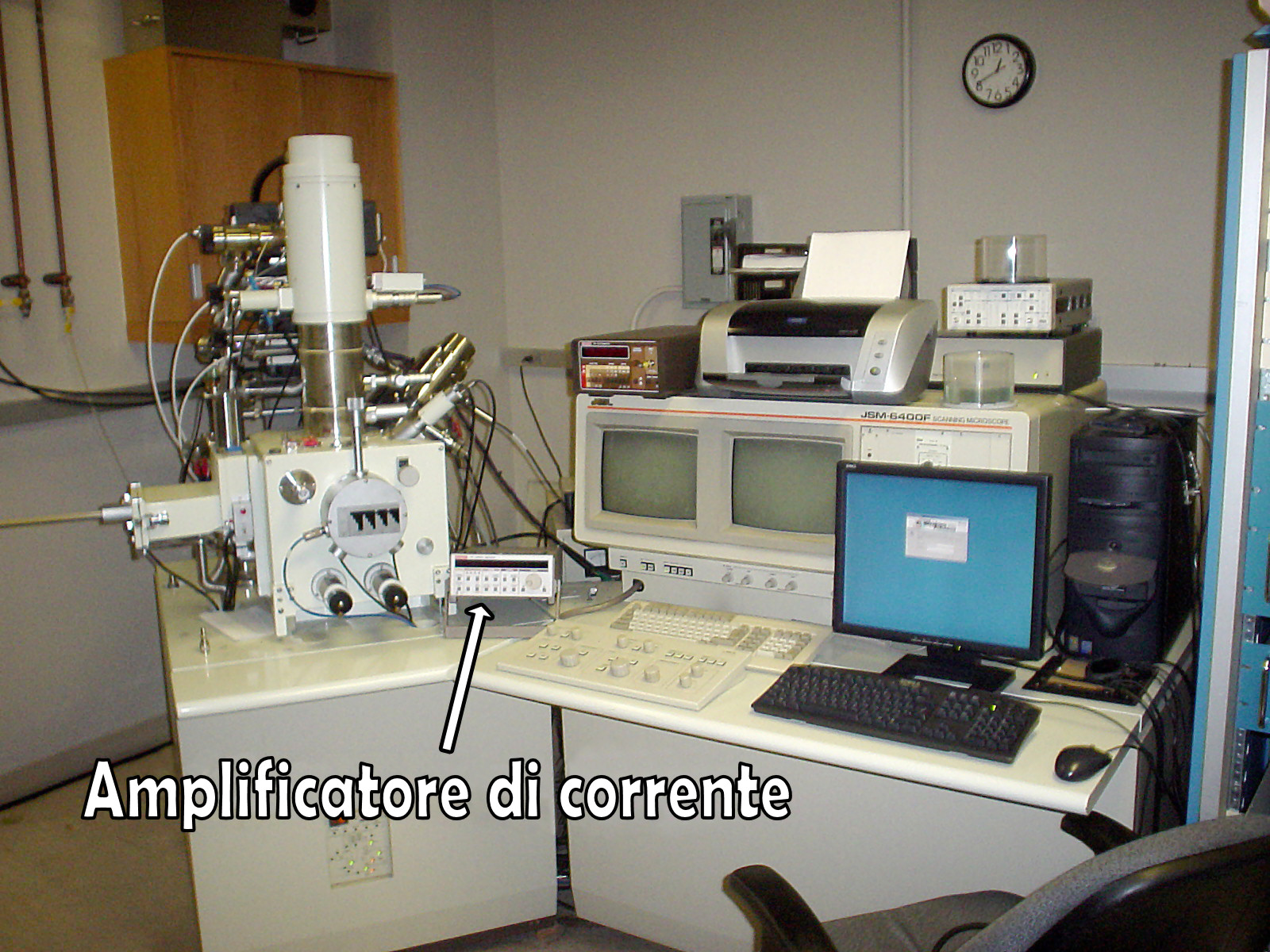
Apparecchiatura EBIC com microscopio SEM

Per generare il fascio elettronico e convertire in forma visiva i dati misurati si impiega generalmente un microscopio elettronico a scansione.
Il fascio elettronico del microscopio a scansione è simile ai raggi emessi dai normali tubi catodici, ma è molto sottile, e perciò adatto a fornire una risoluzione dettagliata dell'attività elettrica del campione.
Quest'ultimo è inserito in un apposito contenitore munito di contatti ohmici per permettere il collegamento ad un amplificatore ad alta sensibilità collocato all'esterno della camera a vuoto del microscopio e collegato al contenitore da connettori speciali.
L'amplificatore è necessario per rendere misurabile la corrente raccolta; questa viene amplificata e il segnale opportunamente elaborato attraverso una serie di convertitori viene infine visualizzato sul monitor del microscopio: le correnti più intense danno zone più luminose, le correnti meno intense rendono zone più scure.

## Applicazioni
La tecnica EBIC può essere utilizzata per localizzare le giunzioni p-n di un dispositivo semiconduttore: qui la probabilità di generazione di coppie elettrone-lacuna è particolarmente alta, mentre la probabilità di ricombinazione è quasi nulla.
La regione di svuotamento di un diodo in sezione trasversale appare infatti al microscopio come una striscia chiara.
L'EBIC può inoltre essere utile ad individuare eventuali inomogeneità di drogaggio o difetti del reticolo cristallino in un materiale, un procedimento utilizzato ad esempio nei test di affidabilità di transistor e circuiti integrati.